# Ту-85
Ту-85 (по кодификации НАТО: Barge — «Баржа») — экспериментальный советский межконтинентальный стратегический бомбардировщик. В его основе лежал увеличенный в размере Ту-4.
Сразу же после создания Ту-4 в 1947 году начались работы по его совершенствованию, поскольку его дальность была недостаточна для налётов на США — главного «вероятного противника». В итоге появились самолёты Ту-80 и Ту-85.
Первый полёт Ту-85 совершил 9 января 1951 года под командованием А. Д. Перелёта. Для самолёта проектировалось два разных поршневых двигателя — воздушного охлаждения АШ-2ТК и жидкостного охлаждения ВД-4К, а также, в перспективе, первый советский турбовинтовой двигатель ВК-2 разработки ОКБ Владимира Климова. По итогам испытаний на «летающих лабораториях» предпочтение было отдано двигателям ВД-4К.
Однако начавшаяся Корейская война, в ходе которой советские МиГ-15 успешно сбивали американские B-29, показала бесперспективность поршневых самолётов для военного применения, так что дальнейшие работы по этому самолёту были прекращены. Ту-85 стал последним в мире тяжёлым поршневым бомбардировщиком. Вскоре флагманом советской бомбардировочной авиации стал турбовинтовой Ту-95, в котором, однако, использовались многие решения, испытанные на Ту-85.

## История создания
Созданию межконтинентального стратегического бомбардировщика Ту-85 (самолёт «85») предшествовала программа создания тяжёлого бомбардировщика дальнего действия Ту-80 (самолёт «80») — глубокая модернизация серийного Ту-4 в направлении увеличения взлётной массы и увеличения дальности полёта, путём увеличения запаса топлива и улучшения аэродинамики. Опытный самолёт «80» явился советским ответом на создание и запуск в серию американского бомбардировщика B-50 — глубокой модернизации В-29. Ту-80 был построен в опытном экземпляре, его расчётная дальность достигала 8200 км, превышая на 30÷35 % дальность Ту-4. Однако, с учётом успешного завершения разработки американского межконтинентального бомбардировщика В-36 (поступил на вооружение ВВС США в 1949 году) заявленные лётно-технические данные Ту-80 перестали в полной мере удовлетворять ВВС. Назревала острая необходимость в ответ на В-36 создать советский бомбардировщик с межконтинентальной дальностью полёта. Аэродинамические характеристики и параметры силовой установки Ту-80 не обеспечивали межконтинентальную дальность, достаточную для возвращения на советскую базу после нанесения ответного ядерного удара по территории США. В этой связи, программа испытаний, доводки и серийного производства Ту-80 была приостановлена, и ОКБ-156 А. Н. Туполева совместно с ЦАГИ, сосредоточили усилия на осуществление программы создания бомбардировщика по проекту «85» с межконтинентальной дальностью полёта.
В 1948 году ОКБ-156 А. Н. Туполева, в инициативном порядке (до получения официального задания от ВВС) приступило к исследованию возможности создания оптимальной базовой конструкции перспективного дальнего и сверхдальнего бомбардировщика, по аналогии с американскими В-50А и его проектным вариантом В-54. Такая концепция, по сравнению с разработкой проекта аналогичного В-36, требовала значительно меньших затрат для осуществления. Первоначальный проект под внутренним обозначением «487», представлял собой в значительной степени дальнейшее развитие бомбардировщика проекта «80», с использованием проработок бригады общих видов Б. М. Кондорского 1947÷1948 гг., в направлении повышения лётно-тактических данных, с использованием существующих поршневых мощных высотных моторов: АШ-2ТК, ВД-3ТК, М-35, М-501, М-51, ВК-2. Проект «487» разрабатывался в двух вариантах: самолёт для дальних стратегических операций и самолёт для сверхдальних операций, отличавшийся в основным увеличенным размахом крыла, за счёт пристыковки новых отъёмных консолей крыла и увеличенной взлётной массой, в основном за счёт увеличения запаса топлива.
Летом 1948 г. были определены предварительные геометрические параметры вариантов самолёта проекта «487»:
 — длина самолёта — 35,2 м;
 — размах крыла для дальнего варианта — 44,94 м;
 — размах крыла для сверхдальнего варианта — 53,0 м;
 — площадь крыла для дальнего варианта — 202,5 м²;
 — площадь крыла для сверхдальнего варианта — 221,0 м²;
Проведенные расчёты лётных характеристик для каждого из вариантов, с использованием различных типов двигателей, показали, что сверхдальний вариант «487» с наилучшими по удельным параметрам двигателями АШ-2ТК или ВД-3ТК — не обеспечивает межконтинентальную дальность — необходимую для возвращения на советскую базу после нанесения ответного бомбового удара по территории США.

В сентябре-октябре 1948 года в ОКБ-156 был проработан вариант проекта «487» с увеличенным размахом и площадью крыла, с небольшой стреловидностью крыла, для обеспечения приемлемого диапазона изменения центровок, с ниже следующими проектными параметрами:
| Параметры:                 | Дальний вариант | Сверхдальний вариант |
| -------------------------- | --------------- | -------------------- |
| Длина самолёта, м          | 35,2            | 35,2                 |
| Размах крыла, м            | 47,2            | 56,0                 |
| Площадь крыла, м²          | 209,8           | 240                  |
| Удлинение крыла            | 10,6            | 13,1                 |
| Взлётная масса             | 90881           | 98181                |
| Масса пустого самолёта     | 45591           | 47091                |
| Бомбовая нагрузка, кг      | 5000            | 5000                 |
| Полётный запас топлива, кг | 36000           | 42000                |

Но этот вариант и последующие этапные проектные варианты при заданных аэродинамических характеристиках крыла и заданных двигателях (АШ-2ТК или ВД-3ТК) не обеспечивали бомбардировщику требуемой межконтинентальной дальности полёта. В этой связи пришлось отказаться от унификации на базе предшествующего проекта «80» и перейти к разработке только сверхдальнего варианта — проект «85», с качественно иной аэродинамической компоновкой крыла, обеспечивающей значительное увеличение максимального аэродинамического качества Кмах на крейсерском режиме полёта, с использованием новых более мощных и более экономичных двигателей. [АК 1997-07(17)]
С 1948 года в аэродинамических трубах ЦАГИ Т-101 и Т-102, было проведено большое количество продувок различных моделей самолёта «85».
В конце 1948 года ЦАГИ, по результатам сравнительных продувок в аэродинамических трубах Т-101 и Т-102, двух моделей: «М-85» и «М-64/85» (модель самолета «85» с крылом проекта «64» с мотогондолами для моторов АШ-2К) предоставил ОКБ-156 А. Н. Туполева исходные данные для аэродинамического расчета и предварительной оценки устойчивости и управляемости самолёта «85». В дальнейшем, в период 1949÷1951 гг., ЦАГИ провёл аэродинамические исследования проектных моделей самолёта «85» по оценке эффективности вариантов механизации крыла (закрылков), устойчивости и управляемости самолета на различных режимах полёта. В результате предварительных совместных исследований ЦАГИ и ОКБ-156, для самолета «85» удалось спроектировать прямое крыло большого относительного удлинения (λ = 11,75), имеющее принципиально новую (кессонную) конструктивно-силовую схему и аэродинамическую компоновку с использованием ламинизированных аэродинамических профилей. В результате обеспечивалось: максимальное аэродинамическое качество крыла Кmax = 28,6 (у Ту-4 Кmax = 26,5), максимальное аэродинамическое качество самолёта Кmax = 19,5 (у Ту-4 Кmax = 17) которое сохранялось до скорости полёта, соответствующей числу М = 0,6. Крыло самолёта «85» по своим аэродинамическим характеристикам явилось наилучшим среди прямых крыльев большого удлинения, в мировой практике самолётостроения[И1_120916][АК 1997-07(20)].
В январе 1949 г. вышло первое Постановление СМ СССР по официальному проекту сверхдальнего самолёта-бомбардировщика «85» и двигателям для него, хотя работы в ОКБ А. Н. Туполева и в смежных с ним организациях и предприятиях, как видно из выше изложенного, шли начиная с 1948 г. 
Для реализации проекта «85», в первую очередь требовались новые высотные двигатели — более мощные, надёжные и экономичные.
Для определения оптимальных параметров силовой установки для проекта «85», ОКБ-156 А. Н. Туполева совместно с ЦАГИ и ЦИАМ провели объёмную исследовательскую работу рассматривая варианты силовых установок с различными имеющимися поршневыми двигателями. В результате была выбрана комбинированная схема двигателя (сочетание поршневого двигателя с турбиной постоянного давления с реактивным соплом и импульсных турбин, использующих кинетическую энергию выхлопных газов), обеспечивающая, по сравнению с автономным поршневым двигателем, снижение удельного расхода топлива с Се = 240÷270 г/л. с.час, до Се = 155÷170 г/л. с.час. Для разработки необходимого комбинированного двигателя на конкурсной основе, были привлечены две независимые моторостроительные организации: ОКБ-36 (главный конструктор — В. А. Добрынин) и ОКБ-19 (главный конструктор — А. Д. Швецов).
В ОКБ-156 разработка проекта «85», на всех этапах, велась в трёх основных направлениях: проектирование силовой установки для комбинированных двигателей большой мощности, а так же для перспективных турбовинтовых двигателей ещё большей мощности; проектирование аэродинамически совершенного крыла большого удлинения и оптимизация его конструктивно-силовой схемы для уменьшения относительной массы конструкции.
В январе 1949 г. моторостроительные ОКБ-36 В. А. Добрынина и ОКБ-19 А. Д. Швецова внесли на рассмотрение руководства МАП технические предложения по созданию поршневых-комбинированных двигателей большой мощности, соответствующих требованиям проекта «85». ОКБ-36 предложило проект комбинированного двигателя водяного охлаждения М-253К, взлётной мощностью 4300 э.л. с. и удельным расходом топлива Се = 0,185…0,195 кг/л. с.ч.) — на базе мотора М-251ТК. ОКБ-19 предложило проект комбинированного двигателя воздушного охлаждения АШ-2К, взлётной мощностью 4700 э.л. с. — на базе мотора АШ-2ТК.[АДТИ 2003 г.][И2_120916]
С конца июля 1949 г. в цехах завода № 156 начало разворачиваться производство первого опытного самолёта «85/1», параллельно, в производство были запущены агрегаты планера самолёта «85» для статических испытаний: носовая и хвостовая части фюзеляжа, крыло и хвостовое оперение. [АК 1997-07(27)]
16 сентября 1949 г. вышло Постановление СМ СССР № 3929-1608 о постройке дальнего четырёхмоторного бомбардировщика «85» с двигателями АШ-2К или М-253К (ВД-4К), с беспосадочной дальностью полёта — 12000 км. Этим же Постановлением моторостроительным ОКБ-19 и ОКБ-36 поручалось, при весьма коротком сроке исполнения, создать выше указанные комбинированные двигатели с заявленными характеристиками. Это Постановление подтверждал Приказ МАП № 740, от 19.09.1949 г. В этих документах оговаривался срок сдачи первого экземпляра самолёта на Заводские лётные испытания Государственной комиссии — в декабре 1950 г., окончание испытаний — в августе 1951 г. Самолёт «85» признан одним из наиважнейших в программе МАП, поэтому для контроля за его проектированием, испытаниями и доводками предусматривалось создание специальных Государственных комиссий из представителей ВВС и промышленности.[АК 1997-07(26)]
В проекте «85», ОКБ-156 А. Н. Туполева делало ставку на двигатели АШ-2К, так как его заявленные данные были выше чем у ВД-4К, рассматриваемого в качестве резервного варианта. Поэтому на этапе рабочего проектирования конструкторская и технологическая документация разрабатывалась с учётом обеспечения возможности установки на самолёт обоих типов двигателей. [И2_120916]
В третьем квартале 1949 г. ОКБ-156 завершило рабочее проектирование самолёта "«85» и подготовило все рабочие чертежи на его производство в цехах опытного завода № 156, как "заказ 851″. [И2_120916]
В самолёте «85» воплотились достижения авиационной науки и техники, накопленные к концу 1940-х гг., в областях аэродинамики, материаловедения, системы управления, оборудования, вооружение (включая ядерное). Рекомендации специалистов по ядерной физике, по обеспечению безопасности экипажа в длительном полёте с ядерным оружием на борту, были учтены при проектировании самолёта наравне с требованиями военных о дальности полёта и грузоподъёмности самолёта. Большой размах и удлинение крыла обеспечили самолёту «85» высокое аэродинамическое качество в крейсерском полёте. Для улучшения взлётно-посадочных характеристик использованы щитки-закрылки, разделённые хвостовыми обтекателями мотогондол и фюзеляжем на шесть секций по размаху. Производственное исполнение крыла с относительно малым конструктивным весом стало возможным благодаря применению толстой работающей обшивки (до 10 мм в корневых зонах). Этот тип конструкции явился прообразом несущих панелей, широко применяемых на последующих тяжёлых машинах. Двухлонжеронное крыло состояло из центроплана (с узлами для двух внутренних моторных рам), двух промежуточных отъёмных частей (с узлами для двух внешних моторных рам) и двух консолей. Между стенками лонжеронов размещалось 48 мягких бензобаков общей ёмкостью 63600 литров. В законцовке правой консоли крыла предусмотрена установка механизма системы дозаправки топливом в полёте.
Конструктивно-силовая и компоновочная схемы фюзеляжа (размещение экипажа, вооружения и оборудования) для проекта «85» приняты такими же как у проекта «80», за исключением удлинения переднего и заднего бомбовых отсеков, для обеспечения возможности подвески в каждом из них по одной бомбе калибром 9000 кг (ФАБ-9000).[И1_120916] Удлинённый (по сравнению с проектом «80») фюзеляж образован в своей средней части круглыми поперечными сечениями диаметром — 2,9 м (мидель 6,58 м²) состоял из шести технологических разъёмных отсеков, три из них являлись гермокабинами экипажа. В передней размещались — бомбардир, штурман, два пилота, бортинженер, радист, оператор радиолокационной станции и борт техник, в средней — три стрелка, в кормовой — один стрелок. Для посменного отдыха экипажа, состоявшего из 11÷12 человек, в носовой и средней кабинах, соединённых между собой герметическим лазом (он пролегал над бомбовыми отсеками), предусматривалась установка трёх легко съёмных коек. Оборонительное вооружение состояло из десяти пушек НР-23, дистанционно управляемых по отдельности или с центрального стрелкового поста в среднем гермоотсеке. В четырёх фюзеляжных башенных турелях размещались спаренные пушки с круговым обстрелом. Кормовая двухорудийная турельная установка предназначалась для обстрела задней полусферы. Проектная бомбовая нагрузка колебалась в пределах 5000÷18000 кг. (в зависимости от боевого задания). Предусмотрена вариантная подвеска во внутрифюзеляжных грузовых отсеках бомб калибром от 250 до 9000 кг. Шасси самолёта трёх стоечное со спаренными колёсами. Основные стойки с пневматиками убирались в обтекатели внутренних мотогондол, носовая стойка — в нишу под передней гермокабиной.
В отличие от бомбардировщика проекта «80», проект «85» предусматривал усовершенствования бортовых систем:
 — установку электрической противообледенительной системы обогрева носков крыла и хвостового оперения, лобовых частей моторных капотов, оконных стёкол гермокабин экипажа. Лопасти винтов имели жидкостную противообледенительную систему.[И1_120916]
 — установку модернизированных бортовых систем радиотехнического, радионавигационного и радиосвязного оборудования, с наиболее современными элементами: радиостанции 1РСБ-70, РСБ-Д и РСИУ-3; переговорное устройство СПУ-14; радиовысотомеры РВ-2 и РВ-10; автоматический радиокомпас АРК-5; бортовые элементы радионавигационных систем «Меридиан» и «Материк»; панорамный радиолокатор типа «Кобальт» был заменен РЛС «Рубидий-М» («Рубидий М-85»).[И1_120916]
 — установку обновленного состава бортового фотооборудования: фотоаппаратов АФА-БА/40 и одного из трех аэрофотоаппаратов (или АФА-33/50 или АФА-33/75, или АФА-33/100, вместо которых при ночных полётах мог устанавливаться НАФА-3С/50) — используемых для контроля результатов бомбометания; для попутной фоторазведки; для плановой аэрофотосъемки.
В июне 1950 г. вышло Постановление № 2474—974 и Приказ МАП № 444, которые уточняли требования к самолёту «85». Это подтверждает то, что работы по «85-й» машине постоянно стояли в центре внимания руководства СССР. В этих документах не только ставились задачи перед ОКБ и его смежниками, но и оговаривались мероприятия и средства, которыми руководство страны обеспечивало процессы проектирования, постройки и испытаний самолёта. ОКБ-156 выделялись большие материальные и финансовые средства. Под работы по самолёту «85» была расширена и перестроена лётно-испытательная база ОКБ-156 на аэродроме ЛИИ, с этого времени именуемая ЖЛИ и ДБ, была проложена шоссейная дорога протяжённостью 6 км от Рязанского шоссе до ЖЛИ и ДБ, для транспортировки самолёта «85» из Москвы на базу. Для ЖЛИ и ДБ были выделены дополнительные, топливные и энергетические ресурсы. В социальной сфере было улучшено медицинское обеспечение, выделены дополнительные путёвки в санатории и дома отдыха, предоставлены жилые площади. Все вопросы по самолёту «85», оперативно решались на заседаниях Правительства и в коллегии МАП. Все нерешённые проблемы находились под неослабным наблюдением со стороны, руководящих, контролирующих и карающих органов. Вся работа по самолёту была «прозрачна», в любой момент можно было найти и оказать воздействие на любого срывающего сроки руководителя смежного предприятия. Жёсткая административно-командная система действовала чётко и целенаправленно, перемалывая все препятствия на пути к поставленной цели.
Во второй половине 1950 г. комбинированный двигатель АШ-2К мощностью 4700 л. с. прошёл стендовые испытания, и был установлен на летающую лабораторию Ту-4ЛЛ. В ходе выполнения программы лётных доводочных испытаний потребовалось дополнительное время для устранения перегрева двигателя. Поэтому для сокращения сроков испытаний и доводки, на первый опытный самолёт «85-1» были установлены менее мощные двигатели ВД-4К (4300 л.с), а на второй опытный самолёт «85-2» «дублёр», планировалось установить доведенные АШ-2К.[И2_120916] По причинам перегрева и частых отказов двигателя АШ-2К, его доводка и доработки на Ту-4ЛЛ затянулись по срокам и были продолжены в 1951 г. Из-за этого АШ-2К так и не был установлен на самолет "85″.[И2_120916]
15 июля 1950 г. на опытном заводе № 156 был запущен в производство "заказ 852″ — второй опытный самолёт "85/2″ («дублёр»), который находился в производстве до конца апреля 1951 г. В период постройки самолёт «85-2» постоянно дорабатывался, с учётом результатов лётных заводских испытаний первого опытного прототипа "85/1″. Самолёт «85/2» так и не дождался запланированных для него двигателей АШ-2К с винтами АВ-55 и вышел на летные заводские испытания с ВД-4К и винтами АВ-48. [И2_120916]
28 ноября 1950 г. Постановлением СМ СССР Куйбышевскому заводу № 18 предписано приступить к подготовке производства самолёта Ту-85 и обеспечить его серийный выпуск с июля 1952 г. — вместо Ту-4.
9 января 1951 г. первый опытный Ту-85 (4×М-253К(ВД-4К)) совершил первый полёт (экипаж: ведущий лётчик-испытатель — А. Д. Перелёт, штурман — С. С. Кириченко, бортинженер — А.Чернов). Полёт выполнялся с выпущенным шасси и продолжался 31 минуту. [КР 1997-02(3)][И2_120916]
Заводские испытания первого самолёта „85-1“ проводили: ведущий лётчик-испытатель А. Д. Перелёт, ведущий инженер Н. А. Генов, штурман С. С. Кириченко, бортинженер А. Ф. Чернов.
Силовая установка с двигателями ВД-4К в ходе лётных заводских испытаний самолёта „85“ на малых высотах работала надёжно и показала достаточную мощность.
Вскоре выяснилось, что в ОКБ-156 допустили ошибку в расчётах центровки самолёта, которая получилась чрезмерно задней, поэтому пришлось носовую часть фюзеляжа утяжелить центровочным грузом.
Примечание: На самом деле чрезмерно-задней центровкой преднамеренно обеспечивалась возможность установки на самолёт перспективных более мощных, а значит и более тяжёлых двигателей (ТВД ТВ-2ф или ТВ-10)
В процессе заводских лётных испытаний самолёта „85-1“ наибольшее число отказов и неисправностей возникало в бортовой панорамной РЛС „Рубидий-М“, в этой связи — НИИ-17 в срочном порядке провело её модернизацию, повысив надежность элементов. Модернизированная панорамная РЛС получила обозначение „Рубидий-ММ“, и в дальнейшем она была доведена до высокого уровня надежности и успешно эксплуатировалась долгие годы в различных модификациях на самолетах Ту-16, Ту-95, Ту-104, Ту-114, М-4 и др. [И2_120916]
В феврале 1951 г. А. Н. Туполев писал Сталину: «…получившаяся размерность самолёта (проект «95») близка к построенному нами дальнему 4-моторному бомбардировщику-самолёту «85» с четырьмя моторами М-253К т. Добрынина, проходящему сейчас лётные испытания… Использование как базы конструкции самолёта «85» даёт возможность частично сохранить конструктивные формы и использовать ряд агрегатов, конструктивных элементов и узлов. Одновременно это позволяет сохранить громадное количество смежников, участвовавших в постройке самолёта «85».
28 февраля 1951 г. Главком ВВС П.Жигарев, докладывал И.Сталину: «Вызывает тревогу, что проходящий в настоящее время лётные испытания новый четырёхмоторный бомбардировщик конструкции т. Туполева, с дальностью 12000 км и максимальной скоростью полёта до 600 км/час, будет обладать теми же недостатками, что и самолёт Ту-4…»
Опыт воздушных боёв в Корее показал, что американский бомбардировщик Б-29 «Сверхкрепость», значительно уступая реактивному истребителю МиГ-15 в скорости, относительно уязвим, особенно на встречных пересекающихся курсах, когда при отслеживании целей в прицелах, система электродистанционного управления оборонительным вооружением запаздывала с поворотом стволов пулемётных башенных турелей… Был сделан вывод, что советский бомбардировщик Ту-4, имеющий примерно одинаковые с В-29 лётные данные, при максимальной скорости полёта до 560 км/час — также будет относительно уязвим в бою с реактивным истребителем имеющим значительное превосходство в скорости.
Был сделан вывод в том, что в случае увеличения максимальной и соответственно крейсерской скорости полёта бомбардировщика будут обеспечены следующие преимущества: сократится подлётное время к цели; сократится время преодоления зоны действия ПВО противника; снизиться вероятность атаки на встречных угловых курсах, когда резко снижается эффективность огня бортового оборонительного башенного стрелкового вооружения.
Можно констатировать, что 28 февраля 1951 г., заказчик (ВВС) официально потерял интерес к проекту «85»… Фактически, с проектом «85» опоздали на пять лет… В связи с развитием турбореактивных и турбовинтовых двигателей повысились требования ко всем классам самолётов, включая тяжёлые бомбардировщики. Скорость в 600 км/ч уже перестала удовлетворять заказчиков.
В мае 1951 г. принято решение показать самолёт «85-1» на традиционном воздушном параде в Тушино. [И2_120916]
20 мая 1951 г. министр авиационной промышленности М.Хруничев писал министру обороны Н.Булганину: «По состоянию на 20 мая сего года М-253К успешно прошёл государственные стендовые испытания и лётные испытания на самолёте Ту-4, наработав на нём около 100 часов. Первый экземпляр самолёта Ту-85 с моторами т. Добрынина также имеет налёт более 50 часов, включая полёты на высоте 10000 м… По АШ-2К технические трудности, сложность конструкции, большой объём доводочных работ и устранение дефектов по этому мотору не дали возможности т. Швецову предъявить его на государственные испытания в установленные сроки. В целях обеспечения своевременной передачи второго экземпляра Ту-85 правительственной комиссии на лётные испытания (июнь 1951 г.), а также в связи с последними указаниями о подготовке к воздушному параду двух экземпляров самолёта Ту-85, нами организованы работы по оборудованию и второго экземпляра самолёта моторами М-253К. По результатам госиспытаний мотора АШ-2К, которые могут быть проведены в августе сего года, нами будет переоборудован один из самолётов Ту-85 моторами Швецова и лётные испытания будут продолжены». 
Проведение заводских испытаний самолёта «85-1» отставало от графика, в основном по причине ненадёжной работы моторов М-253К, особенно на больших высотах полёта, по причине возникновения помпажа турбокомпрессоров. Самолёт имел недостаточный запас продольной устойчивости и управляемости, не позволяющие летать в сложных метеоусловиях. Противообледенительные устройства не обеспечивали полёт в условиях обледенения, малый запас кислорода ограничивал время пребывания экипажа на больших высотах. Самолёт не прошёл в полном объёме статических испытаний на прочность, поэтому допустимое значение эксплуатационной перегрузки было снижено с 2,3 до 1,88, соответственно допустимая величина максимального взлётного веса была значительно ниже проектной величины 105 т. Установленное на самолёте «85-1» модифицированное (по сравнению с серийным Ту-4) бортовое оборонительное вооружение требовало доводки и поэтому не испытывалось (его испытания были запланированы на второй машине). 
Вторая опытная машина «85-2» должна была проходить заводские лётные испытания с моторами АШ-2К, но до лета 1951 г., этот двигатель не был доведен, поэтому и на «дублер» были установлены двигатели М-253К (ВД-4К). [И2_120916]
На втором опытном прототипе «85-2» были проведены доработки с целью обеспечения уменьшения диапазона центровок и увеличения запаса продольной устойчивости: была уменьшена максимальная бомбовая нагрузка с 15000 до 12000 кг, был изъят вариант подвески девятитонной бомбы ФАБ-9000, изменена конструкция закрылков, предусмотрена установка минно-торпедного вооружения, установлено доработанное бомбардировочное и оборонительное вооружение с новыми прицельными станциями и увеличенным боекомплектом нижних башен, улучшен обзор кормового стрелка, увеличены углы обстрела из кормовой установки, усилена броневая защита кормового стрелка, установлена система жидкого кислорода, установлено дополнительное противопомпажное устройство, связанное с системой управления режимами двигателей, с целью обеспечения устойчивой работы моторов на больших высотах. 
На втором опытном самолёте «85-2», предложенном ОКБ-156 в качестве эталона для серийной постройки были введены следующие изменения:
- Уменьшен диапазон изменения центровок, с целью увеличения запаса продольной устойчивости;
- Уменьшена площадь крыла на 4,504 м²;
- Изменён силовой набор крыла, с учётом усиления основных элементов его несущей конструкции и введения дополнительных элементов усиления конструкции крыла;
- Изменена конструкция закрылков;
- Изменены внешние обводы внутренних мотогондол;
- Удлинены бомболюки на 500 мм;
- Выполнены дополнительные нижние люки на обшивке фюзеляжа — центральный люк для монтажа держателей осветительных бомб ЦО-САБ и боковые люки для монтажа вспомогательного оборудования;
- Усилено остекление передней гермокабины — все одинарные стекла заменены на двойные (за исключением остекления форточки штурмана);
- Улучшена обзорность фонаря кормовой гермокабины, путём изменения его обводов; усилена броневая защита кормового стрелка;
- Установлен обтекатель антенны РЛС «Аргон» над кормовой гермокабиной (РЛС «Аргон» так и не была установлена на самолёт из-за ее неготовности к летным испытаниям);
- Уменьшена площадь руля направления на 0,48 м² из-за обреза нижней части руля под установку обтекателя антенны «Аргон»;
- В канале управления триммером руля высоты применена тросовая проводка (вместо электромеханической);
- Изменена система жидкостного охлаждения двигателей — установлена автоматическая система управления охлаждением двигателей, продублированная ручным управлением;
- Установлено дополнительное противопомпажное устройство, связанное с каналом системы управления режимами работы двигателей;
- Введена система электрического управления реверсом тяги винтов АВ-48;
- Установлен дополнительный топливный бак ёмкостью 2300 л. — в фюзеляжной части центроплана крыла(общий максимальный запас топлива увеличен до 69000 л);
- Установлен дополнительный аккумулятор 12-А-30; вместо агрегата ВСУ М-10 установлен М-10М с новым генератором ГСР-5000; вместо трех преобразователей типа МА-750 установлены преобразователи типа ПО-4500; установлены 4 баллона КПЖ-30 для хранения жидкого кислорода; установлен перископический сектант;
- Вместо РЛС «Рубидий М-85» установлена РЛС «Рубидий-ММ»;
- Доработано бортовое оборонительное вооружение — вместо прицельно-вычислительного блока ПБВ-23 установлен блок ПС-48М; увеличен боезапас в верхних, нижних и кормовых установках; увеличены углы обстрела из кормовой стрелковой установки, усилена броневая защита кормового стрелка;
- Доработано бомбардировочное вооружение. Уменьшена максимальная бомбовая нагрузка с 15000 до 12000 кг, изъят вариант подвески девятитонной бомбы ФАБ-9000;
- Предусмотрена возможность установки минно-торпедного вооружения;

К концу июня 1951 г. второй опытный самолёт «85-2» («дублёр») был подготовлен к полётам. Командиром «дублера» назначен летчик-испытатель В. П. Марунов, имевший опыт полётов на "85/1″ в качестве второго пилота, вторым пилотом Н. С. Рыбко, ведущим инженером по машине назначен М. М. Егоров. [И2_120916]
28 июня 1951 г. второй опытный самолёт «85-2» («дублёр») с двигателями М-253К, совершил первый полёт, продолжительностью 1 час.[И2_120916]
8 июля 1951 г. самолёт «85-1» впервые показан широкой публике на воздушном Параде в Тушино. В качестве флагмана воздушного парада, самолёт «85» в сопровождении истребителей МиГ-15 — пролетел на малой высоте над Тушинским полем. Самолёт пилотировал А. Д. Перелет, на борту находился Командующий авиацией МВО В. И. Сталин. [И2_120916]
30 августа 1951 г. министр авиапрома П.Дементьев докладывал Булганину: «В связи с необходимостью проведения больших доводочных работ по самолёту Ту-85 в процессе (заводских) испытаний, а также невозможностью вести монтаж оснастки самолёта Ту-85 без снятия оснастки самолёта Ту-4 и уменьшения выпуска этих самолётов на заводе № 18 МАП считает целесообразным:

1. До окончания государственных испытаний самолёта Ту-85 подготовку производства на заводе № 18 приостановить. Изготовленную оснастку и инструмент законсервировать и хранить на этом заводе вместе с разработанной технической документацией.

2. Вопрос о продолжении подготовки производства и о серийном запуске самолёта Ту-85, а также об уменьшении выпуска самолётов Ту-4 решить после окончания государственных испытаний самолёта ту-85 и принятия его на вооружение.

3. Испытания самолёта Ту-85 продолжить с целью изучения конструктивных, производственных и лётных особенностей самолётов класса тяжёлых бомбардировщиков и накопления опыта».
12 сентября 1951 г. на самолёте «85-1» был осуществлён полёт на дальность. Пробыв в воздухе 20 часов 30 минут, машина пролетела 9020 км, после посадки в баках осталось топливо, которое позволяло довести дальность полёта до 12018 км.
12 сентября 1951 г. самолёт «85-1» впервые совершил полёт на дальность… В 7 часов 15 минут, самолёт взлетел с аэродрома ЛИИ и отправился в первый дальний полёт по маршруту: Москва-Киев-Харьков-Сталинград-Москва по заданному графику на высотах 3000-6000-8000 м. Спустя 14 часов 15 минут над полигоном в районе Сталинграда, закрытым плотным слоем облачности, с высоты 6000 м сбросили 12 бомб общим весом 5000 кг и повернули домой. В 3 часа 57 минут самолёт при свете прожекторов совершил посадку на аэродроме ЛИИ. Пробыв в воздухе 20 часов 38 минут, машина преодолела расстояние около 9500 км. После полёта, по остатку топлива в баках определили, что реальная дальность полёта, при средней скорости 475 км/час, превысит 12000 км.
Таким образом, можно констатировать, что в 1951 г. в СССР был создан межконтинентальный бомбардировщик, подготовленный к серийному производству.
В январе-октябре 1951 г. в ходе заводских лётных испытаний, самолёт «85» с моторами М-253К, при нормальном взлётном весе 76000 кг показал максимальную скорость у земли — 459 км/ч, на высоте 2000 м — 506 км/ч, на высоте 10000 м — 638 км/ч, скорость его отрыва была — 207 км/ч, длина разбега — 1640 м, пробега — 1500 м, практический потолок — 11700 м.
20 октября 1951 г. были завершены заводские летные испытания самолета "85/1″, всего было выполнено 59 полётов, общей продолжительностью 142 ч. 16 мин. Испытания прошли без происшествий. В дальнейшем первый опытный самолет "85/1″ использовался для испытания и доводки спецоборудования. [И2_120916]
Заводские лётные испытания самолёта «85-2» продолжались до середины ноября 1951 г. В ходе испытаний проявился положительный результат всех проведенных по этой машине аэродинамических и конструктивных доработок. С бомбовым грузом в 5,0 т., самолёт показал дальность 12018 км, максимальная скорость на высоте 10000 м составила 638 км/час. Это были выдающиеся результаты для тяжёлого самолёта с поршневыми двигателями. 
Госиспытания самолёта «85-2» планировалось завершить к октябрю 1951 г.
В ноябре 1951 г. работы по теме «85» начали сворачивать, к этому времени двигатель АШ-2К был готов к установке на самолёт, но это в новых условиях потеряло актуальность. [И2_120916]
В ноябре 1951 г. в ОКБ-156 А. Н. Туполева прекращены все работы по теме «85» и остановлена подготовка его к серийному производству. Опыт работы по «85» был использован в создании самолёта нового поколения «95», который вобрал в себя многое, что было принято и опробовано на машине «85»: компоновка фюзеляжа, размещение экипажа, вооружение и оборудование самолёта «95» представляли собой развитие решений, принятых для самолёта «85».
В середине ноября 1951 г. были прекращены заводские лётные испытания самолёта «85-2» — одновременно с прекращением работ по проекту «85». Всего самолёт "85/2″ выполнил 25 испытательных полётов общей продолжительностью 55 час. 14 мин. По сравнению с первым самолётом «85-1», машина «85-2» не имела недостатков по центровке и продольной устойчивости, резко сократились отказы в работе силовой установки и бортового оборудования. К этому времени, более мощный двигатель АШ-2К был доведен, но установка его на самолёт уже не имела смысла. [И2_120916]
14 декабря 1951 г. Руководство МАП утвердило Отчёт по результатам заводских испытаний самолёта «85-1». На Государственные испытания машина не поступила, но её облетал экипаж НИИ ВВС. Несколько полётов выполнил лётчик-испытатель, командир полка боевого применения В. И. Жданов.
Госиспытания самолёта «85-2» первоначально планировалось завершить к октябрю 1951 г.[КР 1997-02(4)]
Самолёт «85» не был передан в серийное производство, в связи с завершением рабочего проектирования более скоростных межконтинентальных бомбардировщиков нового поколения в ОКБ Туполева (проект «95») и в ОКБ Мясищева (проект «М-4»).
В январе 1952 г. А. Н. Туполев предложил использовать оба самолёта «85» в качестве летающих лабораторий для проведения доводочных лётных испытаний перспективных ТВД (2ТВ-2Ф и ТВ-12), и бортового оборудования — предназначенных для самолёта нового поколения «95», с учётом того, что на этих машинах предполагалось установить аналогичное оборудование… В частности: систему дальней навигации «Материк», радиолокационные прицелы «Рубидий-ММ» и «Аргон» и прочее.
В 1952 г. самолёт «85-1» использовался для испытаний самой мощной советской фугасной авиабомбы ФАБ-9000.
В июле 1958 г. самолёт «85-2» по приказу МАП — был списан и разобран в металлолом. 

## Тактико-технические характеристики
Приведены данные 85/1.
Источник данных: Gunston, 1995, p. 146; Gordon Y. and Rigmant V., 2002, p.

Технические характеристики
- Экипаж: 11 (2 пилота, штурман, штурман-бомбардир, бортинженер, бортрадист, оператор РЛС, 4 стрелка)
- Длина: 39,905 м
- Размах крыла: 56,0 м
- Высота: м
- Площадь крыла: 273,9 м²
- Коэффициент удлинения крыла: 11,4
- Масса пустого: 54711 кг
- Нормальная взлётная масса: 76000 кг
- Максимальная взлётная масса: 107292 кг
- Масса топлива во внутренних баках:  
  - нормальная 20129 кг
  - максимальная 48600 кг
- Объём топливных баков: 63600 л
- Силовая установка: 4 × Ж-образных 24-цилиндровых (шесть четырёхцилиндровых блоков расположенных звездообразно) жидкостного охлаждения ВД-4К
- Мощность двигателей: 4 × 4300 л. с. (4 × 3207 кВт)
- Воздушный винт: четырёхлопастные АВ-48 изменяемого шага

Лётные характеристики
- Максимальная скорость:  
  - у земли: 459 км/ч
  - на высоте: 638 км/ч на 10000 м
- Крейсерская скорость: 406 км/ч
- Посадочная скорость: 125 км/ч
- Практическая дальность: 12018 км (с 5000 кг бомб)
- Практический потолок: 11700 м
- Время набора высоты: 5000 м за 8,9 мин
- Нагрузка на крыло: 387 кг/м²
- Тяговооружённость: 125,1 Вт/кг
- Длина разбега: 1640 м
- Длина пробега: 1500 м
- Аэродинамическое качество: 19,5

Вооружение
- Стрелково-пушечное: 5 × 2×23 мм пушки НР-23 с 3150 патр. (две установки сверху, две снизу, одна в хвосте)
- Боевая нагрузка:  
  - нормальная: 5000 кг
  - максимальная: 18000 кг